# Bangata
Bangata ist ein Verwaltungsbezirk (Ward) des Distrikts Arusha DC in der tansanischen Region Arusha.

## Geografie
Bangata liegt im Norden von Tansania. Es ist ein schmaler Bezirk längs des Flusses Tengeru nördlich der Regionsstadt Arusha, der am Südhang des Mount Meru liegt. Der Bezirk grenzt im Norden an das Meru-Forstreservat, im Osten an Nkoanrua, im Süden an Ambureni und Baraa und im Westen an Sokoni II.
Das Klima in Bangata ist warm und gemäßigt, Cwb nach der effektiven Klimaklassifikation. Im Jahresdurchschnitt regnet es 837 Millimeter, überwiegend in den Monaten November bis April. Die Monate Juni bis September sind sehr trocken. Die Durchschnittstemperatur liegt zwischen 13,9 Grad Celsius im Juli und 18,7 Grad im Februar.
Der Bezirk hat eine Fläche von 7 Quadratkilometern. Bei der Volkszählung 2022 lebten hier 10.166 Menschen in 2678 Haushalten.

## Gliederung
Der Bezirk besteht aus drei Gemeinden (Mtaa) mit acht Orten (Kitongoji):
| Bangata - Olevolos - Meereny - Engikaret | Midawe - Nrukeny - Mangola | Sasi - Sangananu - Nkoasei - Nkoaniche |

## Wirtschaft und Infrastruktur
- Gesundheit: Im Bezirk gibt es drei Apotheken, zwei staatliche[9][10] und eine private.[11]
- Bildung: Die Bangata Secondary School ist eine staatliche weiterführende Schule für Burschen und Mädchen mit einer Ausbildung bis zur 4. Stufe.[12]